# Эволюон
Эволюон (нидерл. Evoluon) — конференц-центр и бывший музей науки и техники в Эйндховене, Нидерланды.
Здание было построено в 1966 году компанией Philips, в качестве музея современной науки и техники. Идея создания принадлежала Фрицу Филипсу, который хотел сделать красивый и образовательный подарок жителям Эйндховена к 75-летию корпорации Philips. Эскиз и проект здания разработал архитектор Луи Кристиан Калф (нидерл. Louis Christiaan Kalff), а идеи выставок и экспозиций принадлежат Джеймсу Гарднеру.
Здание выполнено в футуристичном стиле и представляет собой купол, с диаметром 77 метров, в форме летающей тарелки. Купол стоит на 12 V-образных колоннах, а общая площадь его внутренних помещений составляет 2700 м2.
В 1960-х и 1970-х годах музей пользовался большой популярностью из-за своей уникальности и интерактивных выставок, которые были новшеством для Нидерландов. В 1970 году музей посетило 527,000 человек. Но из-за открытия научных музеев в других городах, популярность музея стала падать, он стал убыточным и был закрыт в 1989 году. А в 1998 году здание было преобразовано в конференц-центр.

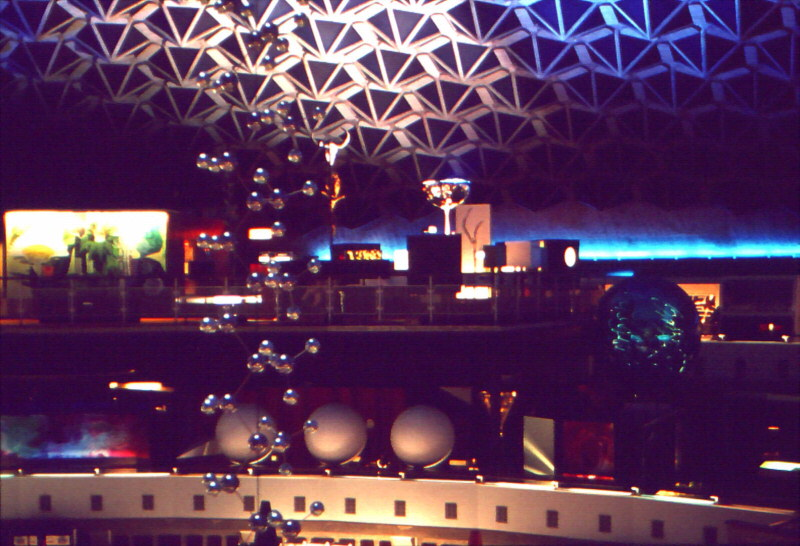
Внутренний интерьер Эволюона в 1968 году

Компания Philips в период с 1968 по 1972 годы даже запустила рекламный ролик музея под названием Evoluon. Ролик, отснятый режиссёром Бертом Хаанстрой, показывали несколько раз на канале BBC.